# Egyesült Belga Államok
Az Egyesült Belga Államok (ismert még mint Belga Egyesült Államok, hollandul: Verenigde Nederlandse Staten vagy Verenigde Belgische Staten, franciául: États-Belgiques-Unis, latinul: Foederatum Belgium) egy rövid életű kora újkori történelmi konföderációs köztársaság volt, amely 1790 januárja és decembere között létezett. Az államot a II. József német-római császár reformjai ellen kirobbant brabanti forradalom során kiáltották ki a Hendrik Van der Noot vezette felkelők és tartományok, amelyek korábban az Osztrák Németalföld részét képezték.

## A felkelés előzményei

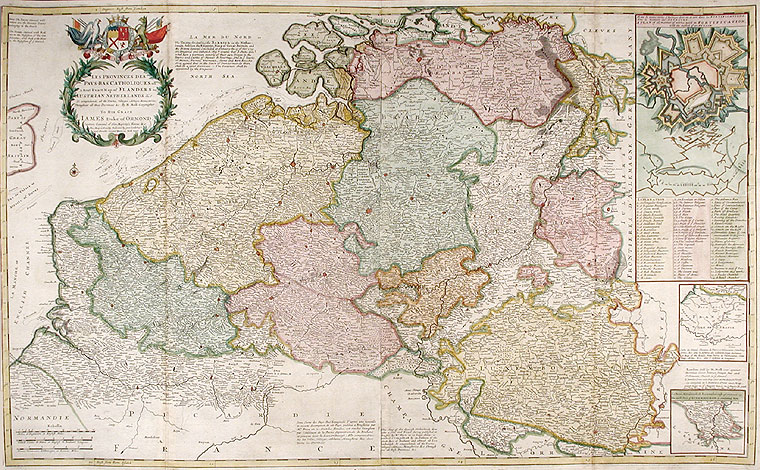
Az Osztrák-Németalföld térképe

A felvilágosodás eszméinek befolyása alatt II. József, az egyik leghaladóbb gondolkodású 18. századi uralkodó számos reformot vezetett be az 1780-as évek során az Osztrák-Németalföld néven ismert tartományokban. József arra törekedett, hogy központosítsa és modernizálja a tartományok politikai, igazságszolgáltatási és adminisztratív rendszereit, az egész Habsburg Birodalomban bevezetett reformokkal összhangban. A korábbi, meglehetősen decentralizált rendszert az egész birodalomban központosított és egységes igazságszolgáltatási rendszer cserélte volna le. Az önálló tartományi kormányzás helyére József 9 kerületből (hollandul: kreitsen) és 35 körzetből (districten) álló rendszert képzelt el, az oktatási rendszert világi alapon átszervezte, illetve számos hagyományos vallási rendet betiltott.
1789-ben a párizsi forradalom nyomán felkelés tört ki a németalföldi tartományokban, a császár központosító és egyházellenes intézkedési miatt elégedetlenség miatt. A felkelők között két tábor alakult ki: a Statists (kb. a „függetlenségpárti”) csoport eleve ellenezte a reformokat, míg a Vonckists csoport (amelyet vezetőjéről, Jan Frans Vonck-ról neveztek el) kezdetben támogatta a reformokat, de azok végrehajtása miatt mégis az ellenzékhez csatlakozott.

## A felkelés eseményei
A felkelés legelőször Brabant tartományban tört ki 1789 januárjában, ahol semmisnek nyilvánították a császár fennhatóságát és kikiáltották a tartomány önállóságát a ma Brabanti forradalom néven ismert események keretén belül. A függetlenséget támogató csoport, Hendrik Van der Noot vezetésével, a korábban már függetlenné vált Hollandia felé vette az irányt és sereget toborzott Breda városában, amely a hollandiai Brabant tartományban fekszik (korábban mindkét tartomány a független brabanti hercegség része volt).
1789 októberében Van der Noot serege benyomult Brabantba, elfoglalta Turnhout városát és vereséget mért a tartományt védelmező osztrák csapatokra az október 27-én vívott turnhouti csatában. Ezután a sereg Gent felé vette az irányt, amelyet ugyanazon év november 17-én foglalt el. November 17-én a császár képviselője, Németalföld főkormányzója, Albert herceg és felesége, Mária Krisztina nagyhercegnő elmenekültek Osztrák-Németalföld tartományi székhelyéről, Brüsszel városából. A császári seregek maradékai Luxembourg és Antwerpen erődítményeibe húzódtak vissza.
Van der Noot ekkor kihirdette Brabant függetlenségét és hamarosan minden németalföldi tartomány (Luxembourg kivételével) követte. 1790. január 1-jén a lázadók szövetséget kötöttek, és megalapították a Belga Egyesült Államokat (Verenigde Nederlandse Staten / États-Belgiques-Unis). Az állam kormányzását a frissiben alakult Független Kontresszusra bízták. A szövetség megalakulásában és nevének megválasztásában jelentős befolyással volt az 1581-es holland Trónfosztási eskü, illetve az 1776-os amerikai függetlenségi nyilatkozat. A brabanti forradalomtól függetlenül felkelés tört ki a Liège-i Püspökség területén is, ahol a lázadók, győzelmük után, kikiáltották a köztársaságot és beléptek a Belga Egyesült Államokba.
A belgák függetlenségét ekkor még egyetlen európai állam sem ismerte el és (a függetlenségpártiak és a Vonckisták között dúló) belső politikai viszályok is megnehezítették az ország helyzetének rendezését. Van Der Noot javasolta a holland köztársasággal való egyesülést, amely sem a hollandok, sem a függetlenségüket frissiben kivívott belgák között nem lelt támogatásra. Időközben II. József elhunyt és bátyja, II. Lipót foglalta el a német-római császárság trónját. Lipót hamarosan minden erejét a lázadó tartományok visszaszerzésének szentelte és sereget küldött a belgák ellen. A császári csapatok október 24-én elfoglalták Namur városát és ezzel arra kényszerítették Namur tartományát, hogy kilépjen a szövetségből és elismerje a császár fennhatóságát. Két nappal később Nyugat-Flandria esett el és december végére a császári csapatok meghódították az összes tartományt. A lázadók vezetői, Van der Noot és Van Eupen északra, Hollandiába menekültek.

## A forradalom öröksége
Bár csak rövid ideig létezett, az Belga Egyesült Államoknak mégis jelentős hatása és öröksége volt. Ez volt az első alkalom, hogy Németalföld déli tartományai kivívták függetlenségüket és az első alkalom, amikor a belgák mint önálló népcsoport alakíthattak államot. Ugyancsak ez volt az első alkalom (a római kor óta), hogy „Belgium” mint hivatalos elnevezés szerepelt egy állam nevében.
Alig negyven évvel később Belgium lakosai ismét felkeltek, akkor az Egyesült Holland Királyság ellen, és a francia köztársaság aktív támogatásával kivívták Dél-Németalföld függetlenségét, amelynek eredményeként létrejött a mai Belgium.